# Jurij Pańkiw
Jurij Mychajłowycz Pańkiw, ukr. Юрій Михайлович Паньків (ur. 3 listopada 1984 roku we Lwowie) – ukraiński piłkarz, grający na pozycji bramkarza.

## Kariera piłkarska
Wychowanek klubów Karpaty Lwów, Forum-Ajaks Kopacziwka, UFK Lwów i Wołyń Łuck, barwy którego bronił w juniorskich mistrzostwach Ukrainy (DJuFL). W 2001 rozpoczął karierę piłkarską w drugiej drużynie Karpat Lwów. Przez wysoką konkurencję nie potrafił przebić się do podstawowego składu, dlatego latem 2005 został wypożyczony do Enerhetyka Bursztyn. Na początku 2006 przeszedł do klubu Hazowyk-Skała Stryj, aby w lipcu 2006 powrócić do Lwowa, gdzie bronił barw FK Lwów. 30 listopada 2006 został wystawiony na transfer. Na początku 2007 został piłkarzem Desny Czernihów, ale zagrał tylko jeden mecz i latem przeniósł się do Nywy Tarnopol. W grudniu 2008 został zaproszony przez trenera Jurija Kowala do FK Ołeksandrija. Na początku czerwca 2012 przeszedł do Arsenału Kijów. W styczniu 2013 roku podpisał 3-letni kontrakt z Metałurhiem Donieck. W czerwcu 2015 po rozformowaniu Metałurha zasilił skład Stali Dnieprodzierżyńsk. 23 czerwca 2017 wrócił do PFK Oleksandria.

## Sukcesy i odznaczenia

### Sukcesy klubowe
- mistrz Pierwszej Lihi: 2011